# George Musey
George Joseph Musey (Galveston, 14 settembre 1928 – Fort Worth, 29 marzo 1992) è stato un vescovo cattolico statunitense, figura di spicco negli Stati Uniti di posizione cattolico tradizionalista aderente al sedevacantismo della linea Thục.

## Biografia
Musey fu figlio di George e Mary Musey Cecilia Abraham e ha avuto la sua formazione nel 1945 nel seminario cattolico Santa Maria e fu ordinato sacerdote il 22 maggio 1952 dal vescovo Wendelin Joseph Nold  di Galveston. Successivamente continuò come cappellano in varie località del Texas. Nel 1968 si ritirò a causa di malattia e di tanto in tanto celebrò messe private nella Chiesa "Regina degli Angeli". Di posizione tradizionalista e sedevacantista rifiutò il Concilio Vaticano II e anche la Fraternità sacerdotale San Pio X. Il 1º aprile 1982 si recò ad Acapulco in Messico e prese l'ordinazione episcopale da Moisés Carmona. Nel 1985, ha servito come vescovo ausiliare per la Congregazione di Maria Regina Immacolata (CMRI) e consacrò a titolo di sacerdote Mark Pivarunas che successivamente nel 1991, Moises Carmona, lo consacro vescovo.
Il Vescovo Musey è stato invitato a celebrare la messa in latino a dei gruppi tradizionali dalla Florida a Oklahoma.

## Genealogia episcopale
La genealogia episcopale è:
- Patriarca Eliya XII Denha
- Patriarca Yukhannan VIII Hormizd
- Vescovo Isaie Jesu-Yab-Jean Guriel
- Arcivescovo Yosep V Hindi
- Patriarca Yosep VI Audo
- Patriarca Eliya XIV Abulyonan
- Patriarca Yosep Emmanuel II Thoma
- Vescovo François David
- Vescovo Antonin-Fernand Drapier
- Arcivescovo Pierre Martin Ngô Đình Thục
- Vescovo Moisés Carmona
- Vescovo George Musey

La successione apostolica, senza il permesso della Santa Sede, è:
- Vescovo Louis Vezelis (1982)
- Vescovo Conrad Altenbach (1984)
- Vescovo Ralph Sielbert (1984)
- Vescovo Philippe Miguel (1987)
- Vescovo Michel F. Main (1987), consacrato sub condicione